# Devoll (municipi)
|  | No s'ha de confondre amb Devoll (riu). |

Devoll (pronunciat: [ˈdɛˈvɔɫ]; forma definida en albanès: Devolli) és un municipi del comtat de Korçë, al sud-est d'Albània. El municipi està compost per les unitats administratives de Hoçisht, Miras, Progër, Qendër Bilisht i Bilisht com a seu. Segons l'estimació de l'Institut d'Estadística basada en el cens de 2011, la població del municipi de Devoll era de 26.716 habitants. El nom prové del riu Devoll, que travessa la vall. El punt fronterer Kapshticë/Cristal·lopiguí connecta Devoll amb les unitats regionals gregues de Flórina i Kastorià a l'est i al sud-est. Devoll limita amb els municipis de Kolonjë al sud-oest, Korçë a l'oest, Maliq al nord-oest i Pústets al nord. La superfície del municipi és de 453,27 km2.

## Història
Les excavacions a la cova de Tren van descobrir ceràmica grega micènica de l'edat del bronze tardà. Aquesta ceràmica sembla ser de possible fabricació local.
La fortalesa medieval de Devol, coneguda en el seu temps com a Deàbolis (en grec antic: Δέαβολις), va ser el lloc on es va signar el tractat de Devol entre Bohemon I d'Antioquia i l'emperador romà d'Orient Aleix I Comnè l'any 1108. El seu emplaçament es va perdre amb el temps, tot i que s'ha identificat de manera provisional amb el poble de Zvezdë (ubicat a 40° 43′ N, 020° 51′ E / 40.717°N,20.850°E), una hipòtesi ja avançada pel viatger britànic del segle xix William Martin Leake l'any 1835. La fortalesa de Devol va ser reconquerida per l'Imperi Búlgar al començament del segle xiii, però va tornar a ser recuperada pels romans d'Orient el 1259. Va seguir jugant un paper important fins al segle xiv, però més endavant el seu emplaçament va caure en l'oblit.
En un text de l'emperador Joan VI Cantacuzè (r. 1347-1354), la seva Història, que cobreix els anys 1320-1356, es menciona la presència d'albanesos locals: "Mentre l'emperador passava uns vuit dies a Achrida (Ohrid), els nòmades albanesos que vivien a la regió de Deàbolis (Devoll) es van presentar davant d'ell, així com els de Koloneia (Kolonjë) i els de les rodalies d'Ohrid.” Aquesta trobada s'estima que va tenir lloc cap al febrer de 1328.
Durant la Primera Guerra Mundial, l'exèrcit grec va cremar diversos pobles musulmans de la regió, incloent-hi Sinicë (Miras). En els esdeveniments de 1914, un dels assassinats per les tropes gregues va ser el Bektashi Baba Hafiz del tekke (monestir alevi, una branca mística de l'islam) de Kuç. La seva gorra ritual tacada de sang va ser utilitzada com un símbol al tekke durant molts anys després de la seva mort.
La capella de la cova de Blashtonjë, situada a la vora del petit llac Prespa, data del segle xiii de la nostra era. Les pintures rupestres són les obres d'art més antigues que s'han trobat a Albània i les icones de la capella es troben entre les més antigues d'aquest tipus al país.
Va ser a Devoll, mentre la regió es trobava dins de l'Imperi Sèrbi, que l'emperador Esteve Dušan va morir el 1355.
A finals de l'època otomana i durant els primers anys d'independència, una gran part de la població cristiana va emigrar a l'estranger i després va tornar, i més tard, una part de la població musulmana va fer el mateix.
Abans de la Segona Guerra Mundial, la vall de Devoll era un districte autònom. En el període comunista, pertanyia a la regió de Korçë, de la qual es va separar el 1990 com a part de la reforma de les divisions administratives. En les reformes territorials de 2015, els municipis de la regió de Devoll es van transformar en el nou municipi de Devoll, que es va situar dins del comtat de Korçë.
Avui dia, hi ha novament una emigració massiva, tot i que aquesta vegada la població musulmana local està emigrant en números i proporcions més grans que la població cristiana, invertint així el kurbet del segle anterior.

## Geografia

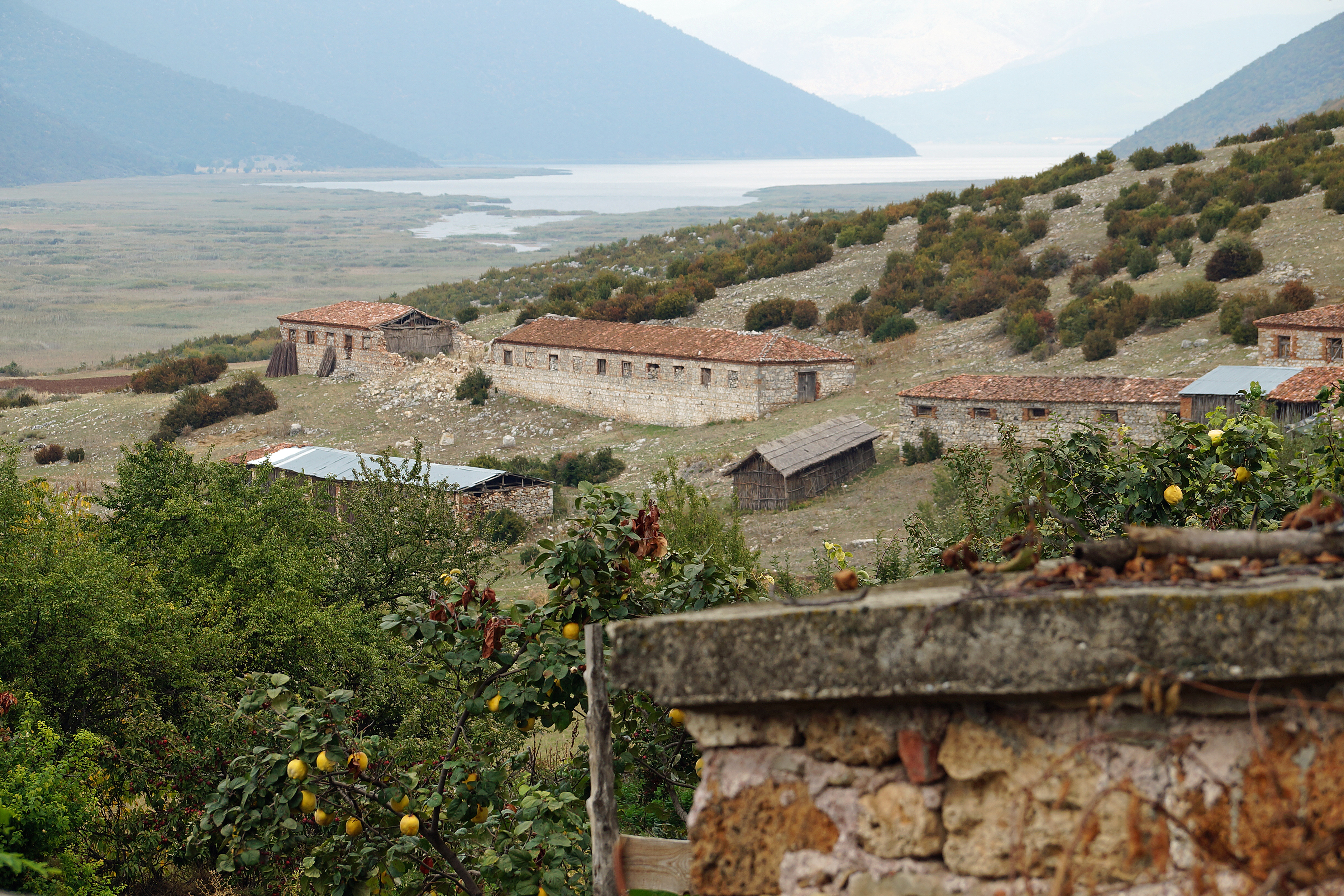
El petit llac Prespa, a l'extrem sud-oest, prop del poble de Zagradec.

Devoll es troba al sud-est d’Albània. La localitat fronterera de Kapshticë està a prop del punt més oriental del país. Tota la frontera est i sud del municipi coincideix amb la frontera nacional amb Grècia. A l’oest i al nord, Devoll limita amb els municipis de Kolonjë, Korçë, Maliq i Pústets.
El municipi es troba a la part alta del riu Devoll, que neix a la part sud-oest del territori. Bilisht, situat a uns 900 metres sobre el nivell del mar, es troba en una plana envoltada completament per muntanyes. La localitat fronterera de Kapshticë es troba en un pas de muntanya a 1.048 metres d'altitud. La frontera occidental del municipi està formada per la serralada de Moravë, que té com a punt més alt el pic de Badaroshë, amb 2.043 metres d'altitud. A l'altre costat d'aquesta serralada es troba la ciutat de Korçë.
Hi ha només tres passos que travessen aquestes muntanyes. Al nord-oest, el riu Devoll flueix a través d’un estret canyó fins a la plana de Korçë. Al nord-est, un braç llarg del petit llac Prespa s'estén gairebé fins a la plana de Bilisht. Al sud-est, la plana es fusiona de manera gairebé imperceptible amb la vall del riu Kore, que travessa aquí les muntanyes. Aquest riu, que és un afluent de l'Haliàcmon, fa un recorregut d’uns 5 km a través del territori albanès. Els pocs quilòmetres quadrats de la seva conca de drenatge situats a Albània constitueixen l’única part del país que desguassa al mar Egeu en lloc de fer-ho a l'Adriàtic o Jònic.
La plana de Bilisht s'ha fet fèrtil gràcies a una xarxa extensa de canals de reg. Les pluges abundants i el desgel primaveral fan que l’aigua flueixi del petit llac de Prespa a través d’un sortidor natural, fins al riu Devoll, que finalment desemboca directament a l’Adriàtic. Des de la dècada de 1950 fins aproximadament l’any 2000, durant les inundacions, el curs del riu Devoll es desviava cap al petit llac de Prespa. Aquest excés d’aigua s'aprofitava per regar la plana de Korçë.
A les muntanyes a l'est de Bilisht, al llarg de la frontera grega, hi ha rics jaciments de níquel, concentrats en dos jaciments principals, a Vernik i a Kapshticë.

## Demografia
La majoria de la població, pel que fa a l'ètnia, són albanesos. A finals de l'època otomana, la majoria dels albanesos de la regió eren musulmans, exceptuant-ne una minoria, sobretot a les àrees elevades, que es van mantenir com a cristians ortodoxos. Els albanesos cristians viuen principalment a la vall alta del riu Devoll, a les localitats de Hoçisht, Bilisht i al poble de Tren, i insisteixen a ser considerats només albanesos i no grecs.

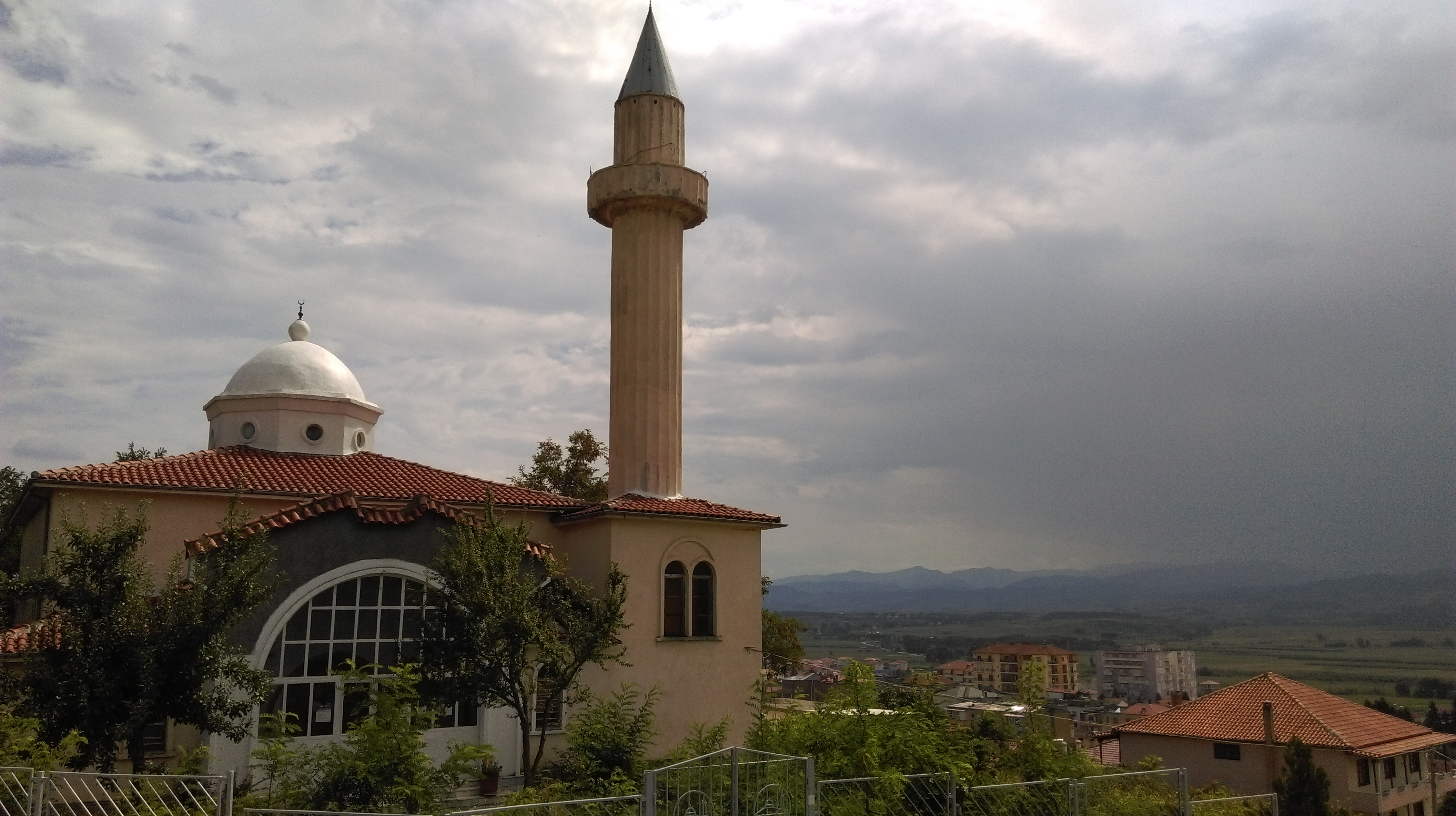
Bilisht, la seva mesquita, les cases i la plana de Devoll al fons

A la regió hi ha un nombre reduït d'aromanesos i un nombre més gran de grecs. Després del comunisme, una part de la població musulmana albanesa original s'ha convertit a l'ortodòxia com a part de l'emigració cap a Grècia.
També hi ha presència de gitanos, així com de macedonis al poble de Vernik. Els parlants eslaus de Vernik s'identifiquen com a macedonis de l'Egeu i rebutgen qualsevol identitat búlgara o d’altre tipus. Els gitanos són principalment musulmans, mentre que els macedonis són cristians ortodoxos.En l'actualitat, entre la població albanesa, s'han produït molts matrimonis mixtos entre musulmans i cristians, de manera que molts joves albanesos de la zona s'identifiquen amb les dues tradicions, com a "mig-musulmans, mig-cristians". Com passa en altres zones d'Albània, la pràctica religiosa sol ser més flexible, tot i que, a causa de la història otomana, fins i tot entre els no practicants, la identitat religiosa encara pot influir en les relacions socials, tenint una importància més gran entre les generacions més grans.
La població albanesa parla el dialecte tosc, mentre que la població macedònia utilitza el dialecte costur del continu dialectal macedonico-búlgar. Avui dia tota la població macedònia de parla eslava també és bilingüe en albanès.

## Economia

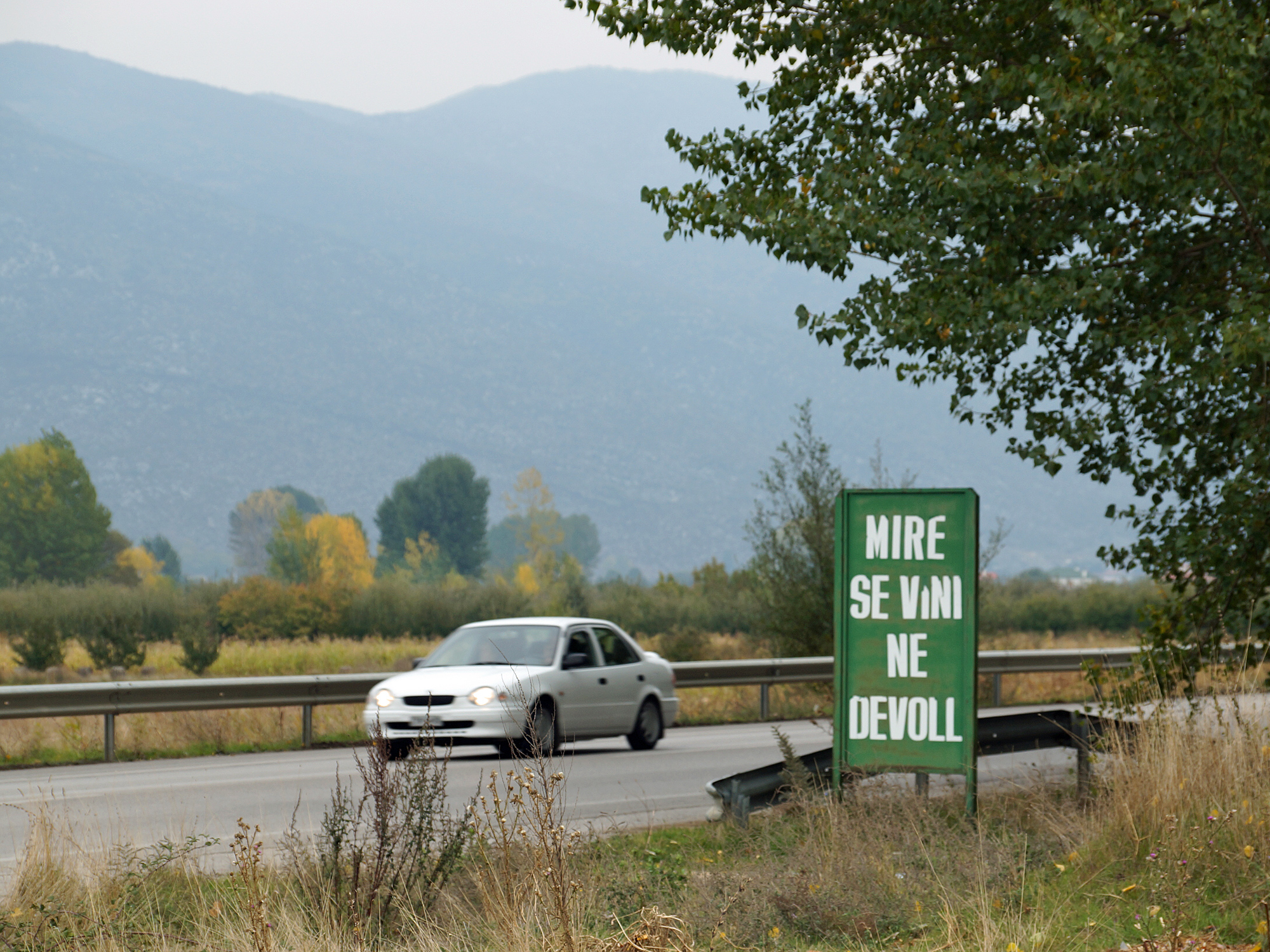
Senyal fronterer de l'antiga comarca

Kapshticë, un poble fronterer, és una de les principals rutes d'Albània cap a Grècia. Això ha fet que tota la regió, aïllada de la resta d'Albània, estigui centrada en el comerç fronterer amb Grècia. Tot i ser una zona principalment agrícola, ha sorgit una gran indústria de serveis al voltant d'aquest comerç. A més, molts joves de la zona van emigrar a Grècia als anys 90, sovint de manera il·legal, per fugir de la pobresa, i amb el temps, moltes de les seves famílies els van seguir.

## Llista d'alcaldes
Llista d'alcaldes des de la declaració d'independència d'Albania de 1912:
| Nº                         | Nom i cognom      | Termini | Termini |
| 1                          | Etem Osmani       | 1921    | 1924    |
| 2                          | Etem Osmani       | 1926    | 1926    |
| 3                          | Etem Osmani       | 1936    | 1937    |
| 4                          | Faik Babani       | 1939    | 1939    |
| 5                          | Sali Shehu        | 1944    | 1944    |
| Comitè executu (1944–1992) |                   |         |         |
| 6                          | Shefqet Fifo      | 1962    | 1963    |
| 7                          | Myftar Grabocka   | 1964    | 1964    |
| 8                          | Shefqet Fifo      | 1966    | 1966    |
| 9                          | Myzafer Sulejmani | 1966    | 1966    |
| 10                         | Meleq Babani      | 1969    | 1969    |
| 11                         | Gjergj Grazhdani  | 1974    | 1985    |
| 12                         | Shpëtim Qyta      | 1986    | 1990    |
| 13                         | Besnik Diko       | 1992    | 1998    |
| 14                         | Avdyl Spaho       | 1998    | 2000    |
| 15                         | Arben Graca       | 2000    | 2003    |
| 16                         | Valter Miza       | 2003    | 2014    |
| 17                         | Bledjon Nallbati  | 2015    | 2019    |
| 18                         | Eduard Duro       | 2019    |         |